# The Bear Went Over the Mountain
The Bear Went Over the Mountain ist ein Bilderbuch aus der Baby Bear-Reihe des britischen Kinderbuchautors und Illustrators John Prater, das 1999 in Großbritannien beim Verlag Bodley Head und in den USA beim Verlag Barron's veröffentlicht wurde.

## Inhalt
Ein kleiner Bär klettert auf einem bunten Polsterberg herum, ehe er nach einigen Seiten davon herunterrollt und man entdeckt, dass sich unter den Polstern ein großer Bär verbirgt, mit dem der kleine Bär im Anschluss spielt: Er kitzelt den großen Bären, krault ihm das Fell und krabbelt auf ihm herum. Die beiden haben sich offenbar sehr lieb und schließen sich im letzten Bild in die Arme. Untermalt sind die Bilder von dem Text des Kinderliedes The Bear Went Over the Mountain.

## Rezeption
Ann Kay schreibt in ihrer Rezension: „Praters Markenzeichen sind ein minimaler Text (er sagt, dass ihm das Schreiben sehr schwer fällt), einfache, kühne, aber ausdrucksstarke Bleistift- und Aquarellillustrationen und eine warme, humorvolle Sicht auf die Freuden und Missgeschicke der Kindheit. […] Wie in anderen Prater-Büchern hat der sehr kurze Text die Form eines Singsang-Reims, der auch perfekt zu den lustigen und liebevollen Handlungen passt, die er darstellt. Damit sind seine Worte ideal, um sie mit einem Baby oder Kleinkind immer wieder zu sprechen oder zu singen und so die grundlegenden Laute, Wörter und Begriffe zu lernen. Außerdem verleiht er den Gesichtern seiner Bären einen lebendigen Ausdruck, der sofort gefällt und anspricht.“ In der Buchrezension in Australia's Parents heißt es über The Bear Went Over the Mountain: „Ein charmantes Reimbuch, das Babys und Kleinkindern gefallen wird. Dies ist das neueste Werk aus der Baby Bear-Reihe. Wunderschöne Illustrationen begleiten jede Zeile und können sogar nachgespielt werden, wenn man sich entsprechend energiegeladen fühlt.“

## Referenzen
The Bear Went Over the Mountain ist in dem literarischen Nachschlagewerk 1001 Kinder- und Jugendbücher – Lies uns, bevor Du erwachsen bist! für die Altersstufe 0–3 Jahre enthalten.

## Ausgaben
- The Bear Went Over the Mountain. Bodley Head, UK 1999 (englisch).
- The Bear Went Over the Mountain. Barron's, USA 1999 (englisch).